# Григорівська сільська рада (Гребінківський район)
Григорівська сільська рада — колишній орган місцевого самоврядування у Гребінківському районі Полтавської області з центром у селі Григорівка.

## Населені пункти
Сільраді були підпорядковані населені пункти:
- c. Григорівка
- с. Писарщина